# تحت تهديد السلاح (فلم)
تحت تهديد السلاح يشارك في بطولتة بجانب الفنان حسن الرداد، كل من بيومي فؤاد، شيرين رضا، أحمد بدير، فتحي عبد الوهاب، وعدد آخر من الفنانين، من تأليف أيمن بهجت قمر، وإخراج محمد عبد الرحمن حماقي.
وتدور أحداثه في إطار من الإثارة والتشويق حول جريمة قتل يتم اتهام فيها الرداد ويتم البحث عن ملابسات الجريمة.

## القصة
تتناول الأحداث في إطار الأكشن والإثارة جريمة قتل حدثت بالفعل، حيث رجل يبحث عن حبيبته السابقة فيجدها ويقرر الزواج منها، وبعدها تحدث مفاجأة تغير حياته بالكامل.